# Vrhbosna
Vrhbosna (in serbo Врхбосна, pronuncia [ʋř̩x.bo.sna]) era il nome medievale di una piccola regione nell'odierna Bosnia ed Erzegovina centrale, incentrata su un insediamento omonimo (župa) che sarebbe poi diventato parte della città di Sarajevo.
Il significato del nome di questa župa slava è "Bosnia Superiore". L'unica fortificazione conosciuta nell'area all'epoca era Hodidjed. L'esistenza di un significativo insediamento individuale di Vrhbosna è stata registrata nel XIV e nel XV secolo. Vrhbosna fu attaccata per la prima volta dall'Impero ottomano nel 1416 e fu infine presa nel 1451.
Vrhbosna persistette poco dopo la conquista ottomana della Bosnia nel nome del vilayet locale, ma presto il toponimo andò in disuso. Nel 1550, un viaggiatore veneziano, Caterino Zeno, fu il primo occidentale a usare il termine Serraglio (forma italianizzata di Sarajevo) al posto di Vrhbosna per descrivere il luogo.
Oggi è conosciuta come l'arcidiocesi cattolica di Vrhbosna, che attualmente serve i cattolici di Sarajevo.